# Station Lędziny Świniowy
Station Lędziny Świniowy is een spoorwegstation in de Poolse plaats Lędziny.